# Ингрэм, Уильям
Уильям Айэрст Ингрэм (англ. William Ayerst Ingram) — британский художник-пейзажист и маринист, член колонии художников ньюлинской школы.

## Жизнь и творчество
Ингрэм был третьим сыном в семье. Обучался у Огастуса Уолфорда Уидона и Джона Стипла. После получения художественного образования Ингрэм уже с 1880 года начинает выставлять свои полотна в Королевской академии художеств. В 1882 году Ингрэм переехал в Фалмут. В 1886 году состоялась его выставка в Королевском обществе британских художников и Королевском институте художников-акварелистов. В 1888 году презентирует свои работы в основанном им совместно с Альфредом Истом и Томасом Готчем Обществе изящных искусств.
В 1880-х годах принимает активное участие в работе Королевского общества британских художников и поддерживает Джеймса Уистлера в его усилиях по сохранению за собой поста президента общества. В том же году Ингрэм сам становится президентом основанного годом ранее Готчем Королевского британского колониального общества художников. В «колониальном обществе» состояли также и многие члены ньюлинской школы. Познакомившись в середине 1880-х годов с этой художественной группой, Ингрэм переезжает в местечко неподалёку от Ньюлина. Хотя художник находился под непосредственным влиянием творчества «ньюлинцев», он, в отличие от большинства членов ньюлинской школы, предпочитал жанровой живописи маринистику. Ингрэм женился на американке, Мэй Марте Фэй, в 1896 году. В 1902 году в Обществе изящных искусств была проведена новая выставка его работ.
Много путешествовал и был основателем Англо-австралийского общества художников. В 1906 году вступает в Королевский институт художников маслом, а в 1907 году — в Королевский институт художников-акварелистов.

## Галерея

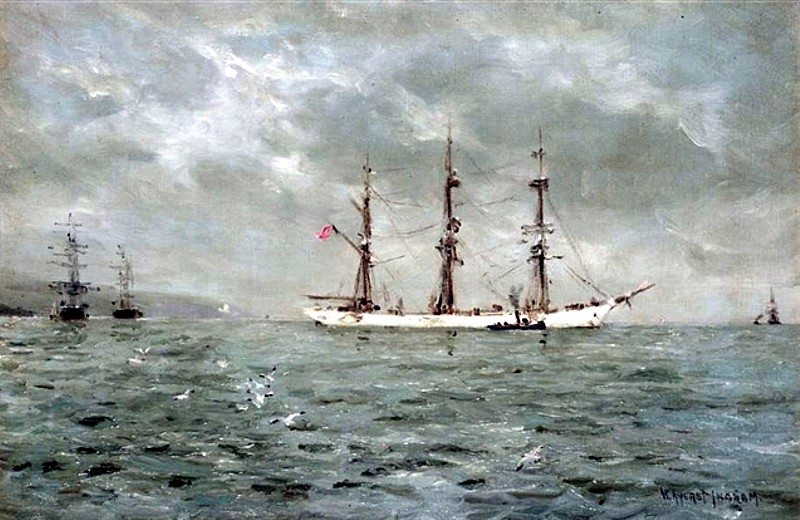
На якоре
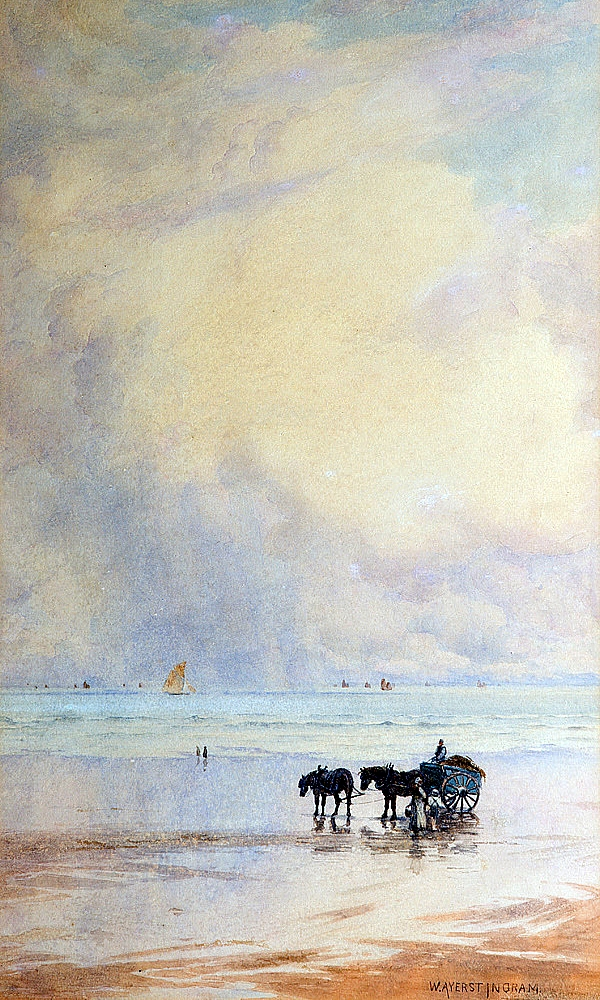
Лошади с повозкой у моря
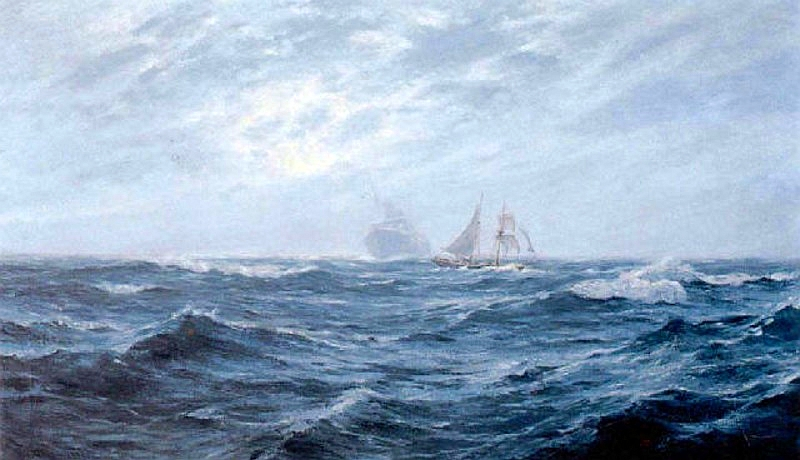
Парусник в море

## ССылки
- Работы